# الزواحي (بعدان)

تعديل مصدري - تعديل

الزواحي محلة تابعة لقرية دار الزواحي، التابعة لعزلة الحرث بمديرية بعدان إحدى مديريات محافظة إب في الجمهورية اليمنية، بلغ تعداد سكانها 168 حسب تعداد اليمن لعام 2004.